# Rome and Juliet
Pour les articles homonymes, voir Roméo et Juliette (homonymie).
Pour plus de détails, voir Fiche technique et Distribution.
Rome and Juliet est un film philippin réalisé par Connie Macatuno, sorti en 2006. 
Le film est une version moderne et saphique du roman Roméo et Juliette de William Shakespeare.

## Synopsis
Juliet (Andrea del Rosario), une enseignante de maternelle, fréquente Marc, un jeune politicien avec qui elle va se marier bientôt. Rome (Mylene Dizon), une jeune femme d’affaires qu’elle a déjà croisée, lui est recommandée pour organiser son mariage. Au fil des préparatifs, naît entre les deux femmes des sentiments nouveaux. De plus en plus proche, Juliet et Rome deviennent amantes.

## Fiche technique
- Titre : Rome and Juliet
- Réalisation : Connie Macatuno
- Scénario : Connie Macatuno et Chris Violago
- Production : Ronald Arguelles, Connie Macatuno et Joji Mangabat
- Société : Cinema One Originals
- Musique : Sammy Asuncion
- Pays d'origine :  Philippines
- Lieux de tournage : Cavite, Luçon
- Format : Couleurs
- Genre : Romantique, dramatique
- Durée : 135 minutes (2 h 15)
- Date de sortie : 24 novembre 2006

## Distribution
- Andrea del Rosario : Juliet Flores
- Mylene Dizon : Rome Miranda
- Rafael Rosell : Marc
- Tessie Tomas (en) : Charo
- Glydel Mercado (en) : Ate Lia
- Mico Palanca (en) : Carlo
- Lui Villaruz : Brent
- Crispin Pineda : Manding
- Liza Diño (en) : Sara
- Joshua Deocareza : Vince
- Katy Dilao : Katre
- C.J. Mercado : Mary Clarence
- Syke : Mikel
- Jean Claude : Tino
- Frances Ignacio

## Récompenses
- Gawad Urian Awards 2007 :
  - Meilleur scénario pour Connie Macatuno et Chris Violago.
  - Meilleur second rôle pour Rafael Rosell.